# 毛治國內閣
毛治國內閣（簡稱毛內閣）是2014年12月8日至2016年2月1日期間，由時任行政院院長毛治國所領導的中華民國內閣，為馬英九政府任內的第五屆內閣。
2014年12月8日，接替江宜樺內閣。2016年1月16日，因執政黨中國國民黨於2016年中華民國總統副總統及立法委員選舉中敗選，毛治國當日請辭且不接受慰留後，由原行政院副院長張善政代理，1月25日總統批准內閣總辭，2月1日張善政真除為院長並籌組張善政內閣。

## 內閣成員
| - 行政院院長：毛治國（國民） - 行政院副院長：張善政 - 行政院秘書長：簡太郎（國民） - 行政院政務副秘書長：徐中雄（國民） - 行政院常務副秘書長：宋餘俠 - 內政部部長：陳威仁（國民） - 外交部部長：林永樂 - 國防部部長：高廣圻國民） - 財政部部長：張盛和（國民） - 教育部部長：吳思華 - 法務部部長：羅瑩雪 - 經濟部部長：鄧振中 - 交通部部長：陳建宇國民） - 文化部部長：洪孟啟 - 衛生福利部部長：蔣丙煌 - 勞動部部長：陳雄文國民） - 科技部部長：徐爵民 - 蒙藏委員會委員長 ：蔡玉玲（政務委員兼任） - 僑務委員會委員長：陳士魁（國民） - 國軍退除役官兵輔導委員會主任委員：董翔龍 - 原住民族委員會主任委員：林江義（國民） - 客家委員會主任委員：劉慶中 - 金融監督管理委員會主任委員：曾銘宗（國民） - 國家發展委員會主任委員：杜紫軍（政務委員兼任） - 行政院大陸委員會主任委員：夏立言 - 行政院農業委員會主任委員：陳保基 - 行政院環境保護署署長：魏國彥（國民） - 行政院海岸巡防署署長：王崇儀 | - 公平交易委員會主任委員：吳秀明（任期制的獨立機關，不受內閣改組影響） - 中央選舉委員會主任委員：劉義周（任期制的獨立機關，不受內閣改組影響） - 國家通訊傳播委員會主任委員：石世豪（任期制的獨立機關，不受內閣改組影響） - 中央銀行總裁：彭淮南（任期制，不受內閣改組影響）（國民） - 行政院原子能委員會主任委員：蔡春鴻 - 行政院公共工程委員會主任委員：許俊逸（政務委員兼任） - 行政院主計總處主計長：石素梅（國民） - 行政院人事行政總處人事長：黃富源 - 國立故宮博物院院長：馮明珠 - 不管部會之政務委員：林政則（國民）、馮燕、蔡玉玲、許俊逸、杜紫軍、葉欣誠、顏鴻森、蕭家淇（國民） - 行政院發言人：孫立群（國民） - 台灣省政府主席：林政則（政務委員兼任） - 福建省政府主席：杜紫軍（政務委員兼任） |

※備註：
1. 粗體除彭淮南為蕭萬長內閣續任者外均為江宜樺內閣續任者。
2. 斜體為行政院組織將調整但尚未調整的部會

## 部會政務及常務副首長
- 內政部政務次長：陳純敬
- 內政部常務次長：林慈玲
- 外交部政務次長：柯森耀、高振群
- 外交部常務次長：史亞平（國民）
- 國防部軍政副部長：陳永康
- 國防部軍備副部長：劉震武
- 國防部常務次長：王信龍、許培山
- 經濟部政務次長：卓士昭
- 經濟部常務次長：沈榮津
- 財政部政務次長：張璠、吳當傑
- 財政部常務次長：許虞哲
- 教育部政務次長：陳德華、林思伶
- 教育部常務次長：林淑真
- 交通部政務次長：曾大仁
- 交通部常務次長：范植谷
- 法務部政務次長：陳明堂
- 法務部常務次長：蔡碧玉
- 文化部政務次長：蔡炳坤、陳永豐
- 文化部常務次長：許秋煌
- 衛生福利部政務次長：林奏延、曾中明
- 衛生福利部常務次長：許銘能
- 勞動部政務次長：郝鳳鳴、陳益民
- 勞動部常務次長：郭芳煜
- 科技部政務次長：林一平、錢宗良
- 科技部常務次長：陳德新
- 僑務委員會政務副委員長：信世昌
- 僑務委員會常務副委員長：呂元榮
- 蒙藏委員會副委員長：陳明仁
- 國軍退除役官兵輔導委員會副主任委員：劉國傳、陳良濬（備役陸軍中將）
- 大陸委員會特任副主任委員：林祖嘉
- 大陸委員會政務副主任委員：施惠芬
- 原住民族委員會政務副主任委員：陳張培倫
- 原住民族委員會常務副主任委員：范佐銘
- 客家委員會副主任委員：鍾夢梅
- 金融監督管理委員會政務副主任委員：王儷玲
- 金融監督管理委員會常務副主任委員：黃天牧
- 國家發展委員會政務副主任委員：黃萬翔
- 國家發展委員會常務副主任委員：高仙桂
- 行政院環境保護署副署長：符樹強
- 行政院海岸巡防署副署長：
- 行政院主計總處副主計長：鹿篤瑾
- 行政院人事行政總處副人事長：張念中、朱永隆
- 行政院農業委員會副主任委員：胡興華、王政騰
- 行政院公共工程委員會副主任委員：鄧民治、顏久榮
- 行政院原子能委員會副主任委員：周源卿
- 中央選舉委員會副主任委員：陳文生
- 公平交易委員會副主任委員：邱永和
- 國家通訊傳播委員會副主任委員：虞孝成
- 中央銀行副總裁：楊金龍、嚴宗大
- 國立故宮博物院副院長：周筑昆

## 內閣首長異動
- 2015年1月7日，葉匡時因台灣高鐵財改案在立法院交通委員會遭朝野立委聯合反對，無法過關，宣布請辭交通部長。1月9日，行政院批准辭呈，由次長陳建宇代理。
- 2015年1月23日，調整部分人事，交通部和文化部代理部長陳建宇及洪孟啟真除，前政務委員簡太郎接任祕書長。政務副祕書長由徐中雄接任；科技部長由徐爵民接任。
- 2015年1月30日，因中華民國國軍人事異動，國防部長由原參謀總長高廣圻上將接任。
- 2015年1月29日，國家發展委員會主任委員管中閔請辭，2月3日由政務委員杜紫軍接任。
- 2015年2月10日，行政院大陸委員會主任委員王郁琦請辭，2月17日由原國防部軍政副部長夏立言接任。

## 內閣大事記錄
- 2014年12月3日：總統府宣布由原行政院副院長毛治國開始籌組毛治國內閣。
- 2014年12月8日：與江宜樺內閣進行交接，毛治國內閣正式上任。
- 2016年1月16日：行政院院長毛治國在總統大選後請辭。21日發表聲明稱「對於引發的困擾感到抱歉，但請辭的決定不會有任何改變。」23日起毛治國院長個人正式請辭。
- 2016年1月25日：總統馬英九批准內閣總辭。

## 任內政績
- 成立國發基金、國發天使基金，與矽谷創投鏈結，提供新創事業資金協助。
- 完成閉鎖型公司法，有限合夥法，給予創業家簽證，完成股權式群眾募資平台等，法制迅速與國際接軌，都是台灣有史來打造最友善的「創業」環境，讓美國矽谷創業家及創投業者開始熱議「台灣」。
- 推動生產力4.0政策。
- 規劃長照保險法。